# Deh-e Elyās
Deh-e Elyās (persiska: ده الیاس) är en ort i Iran.   Den ligger i provinsen Kermanshah, i den nordvästra delen av landet, 300 km väster om huvudstaden Teheran. Deh-e Elyās ligger 2 049 meter över havet och antalet invånare är 309.
Terrängen runt Deh-e Elyās är kuperad. Runt Deh-e Elyās är det ganska tätbefolkat, med 80 invånare per kvadratkilometer. Närmaste större samhälle är Kamak-e Soflá, 19,8 km nordost om Deh-e Elyās. Trakten runt Deh-e Elyās består i huvudsak av gräsmarker.